# Arent Christopher Heilmann
Arent Christopher Heilmann (také Arendt Christopher Heilmann; 5. dubna 1781, Kertemind – 10. července 1830, Ringsted) byl dánský obchodník a inspektor jižního Grónska.

## Životopis
Heilmann byl v roce 1802 asistentem v Grónsku. V roce 1804 pracoval jako obchodník v Qeqertarsuatsiaatu. V roce 1823 vystřídal Christiana Alexandra Platoua ve funkci inspektora jižního Grónska, ale v roce 1824 se této funkce vzdal.

## Rodina
Byl synem Johana Ernsta Heilmanna (1735–1800) a Karen Jensen Buchové (1741–1811). Oženil se s Frederikke Berglundovou (1782–1855). Společně měli pět dětí:
- Carl Christian (1807–1852)
- Azar Tobias Arent (1810–1876)
- Hans Niels Gedion (1814–1880)
- Sophie Frederikka (1816–?)
- Charlotte Frederikke (1820–1853)

Všechny děti se narodily a zemřely v Grónsku. Arent Christopher se tak stal praotcem všech Heilmannů v Grónsku. Rodina Heilmannů v Grónsku měla při sčítání lidu v roce 2011 610 členů. Heilmann je tak šestnáctým nejčastějším příjmením v Grónsku a tvoří asi jedno procento obyvatel země.